# 8371 Goven
8371 Goven eller 1991 TJ14 är en asteroid i huvudbältet som upptäcktes 2 oktober 1991 av den amerikanske astronomen Charles P. de Saint-Aignan vid Palomar-observatoriet. Den är uppkallad efter den franska byn Goven.